# داون هاوس
داون هاوس (انگلیسی: Down House؛ ‏ روسی: Даун Хаус) یک فیلم کمدی روسی است که در سال ۲۰۰۱ منتشر شد. از بازیگران آن می‌توان به فئودور بوندارچوک، یرژی اشتور، الگا بودینا، باربارا بریسکا و یوئزس بودرایتیس اشاره کرد. این فیلم تفسیر و برداشتی مدرن از رمان ابله اثر فیودور داستایفسکی است و برندهٔ جایزهٔ ویزهٔ هیئت داوران در کینوتاور شد.